# AAUSAT5
AAUSAT5 er en dansk satellit bygget og udviklet af studerende fra Aalborg Universitet, der blev sendt i kredsløb den 5. oktober 2015 fra Den Internationale Rumstation. AAUSAT5 er bygget i samarbejde med Den Europæiske Rumorganisations (ESA) education, som et pilotprojekt på en udvidelse af deres Fly Your Satellite (FYS) til FYS from ISS.
AAUSAT5 er en videreudvikling af AAUSAT3; en tidligere satellit opsendt af Aalborg Universitet Student Space. 